# Tarenna monosperma
Tarenna monosperma är en måreväxtart som först beskrevs av Robert Wight och George Arnott Walker Arnott, och fick sitt nu gällande namn av D.C.S.Raju. Tarenna monosperma ingår i släktet Tarenna och familjen måreväxter. IUCN kategoriserar arten globalt som starkt hotad. Inga underarter finns listade i Catalogue of Life.